# マッシモ・ドナーティ
マッシモ・ドナーティ（Massimo Donati, 1981年3月26日 - ）は、イタリア、フリウリ＝ヴェネツィア・ジュリア州ウーディネ県セデリアーノ出身の元サッカー選手、サッカー指導者。現役時代のポジションはミッドフィールダー（ディフェンシブハーフ）。

## 経歴
アタランタのプリマヴェーラ出身。若くしてACミランに引き抜かれるも定位置取得には至らず、ローン移籍でクラブを転々としていた。2007年夏にスコットランドのセルティックFCに移籍すると、レギュラーしてUEFAチャンピオンズリーグなどで活躍した。
2009年8月31日、みずから母国復帰を志願し、セリエAに昇格したASバーリに移籍した。クラブは2010-11シーズンの成績によりセリエBに降格するもドナーティはクラブに残留していたが、翌年1月にセリエA・パレルモに移籍した。移籍後しばらくはレギュラーとしてプレーしていたが、2012-13シーズンはベンチに座ることも多くなり、クラブがセリエBに降格したことを受けシーズン終了後にエラス・ヴェローナFCへ移籍した。
2014年8月26日、FCバーリ1908に加入した。
2016年7月18日、ハミルトン・アカデミカルFCに移籍した。
2018年2月、セント・ミレンFCに移籍した。
現役引退後は指導者に転じ、キルマーノックFCのコーチを務めた。
2021年6月25日、ASサンベネデッテーゼの監督に就任した。
2022年6月16日、FCレニャーゴ・サルスの監督に就任した。

## 主な経歴
セルティックFC
スコティッシュ・プレミアリーグ：1回 (2007-08)
ウェンブリーカップ：1回 (2009)
トランスリンクカップ：1回 (2009)
 セント・ミレンFC
スコティッシュ・チャンピオンシップ：1回 (2017-18)